# Wugang (Henan)
Wugang (舞钢市S, WǔgāngP) è una città-contea della Cina, situata nella provincia di Henan e amministrata dalla prefettura di Pingdingshan.